# یواس‌ان‌اس فلایر (تی-ای‌جی-۱۷۸)
یواس‌ان‌اس فلایر (تی-ای‌جی-۱۷۸) (به انگلیسی: USNS Flyer (T-AG-178)) یک کشتی بود که طول آن ۴۵۹ فوت (۱۴۰ متر) بود. این کشتی در سال ۱۹۴۴ ساخته شد.